# Pelsőczy Réka
Pelsőczy Réka (Budapest, 1973. április 29.) Jászai Mari-díjas magyar színésznő, rendező.

## Életút
Édesapja Pelsőczy László színész, édesanyja Szurdi Éva kerámikus, húga Pelsőczy Petra, három évvel fiatalabb. Szülei hároméves korában elváltak, ezt követően édesanyja Márta István zeneszerzővel élt együtt, aki saját gyermekeként nevelte. Fia: Novák Kristóf Dániel, 1991-ben született. Később Máté Gáborral élt együtt.
A Krisztina téri Általános Iskola elvégzése után a Szilágyi Erzsébet Gimnáziumba járt. Kis korától művészi tornázott, tizenkét évesen felvételt nyert a Pingvin Pantomim Együttes stúdiójába, ahol pantomimet, klasszikus balettet, akrobatikát, színháztörténetet tanult.
Forgatott Szurdi Miklós: Öld meg a másik kettőt című filmjében, és Mihályfi Imre Látogató  a végtelenből című scifijében.
A gimnáziumi évek alatt színjátszókörbe járt, Tamás Ferenchez, ahol az Országos Színjátszó találkozón két egymást követő évben Legjobb női főszereplő díjat kapott.
Első, emlékezetes színházi élménye a Rock Színház, Bábjátékos című produkciójához köti. 1991-ben érettségizett. 18 éves korában – terhesen – jelentkezett először a főiskolára. Csak negyedik próbálkozásra vették fel. Ugyanebben az évben összeházasodott Novák Erik festőművésszel, és megszületett fia, Novák Kristóf Dániel.
1993-ban a Független színpadra szerződött, Ruszt Józsefhez.
1994-ben felvételt nyert a Színház- és Filmművészeti Főiskolára, Zsámbéki Gábor osztályába. Osztálytársai voltak: Rába Roland, Mundruczó Kornél, Elek Ferenc, Ónodi Eszter, Fullajtár Andrea, Tóth Anita, Nagyváradi Viktor, Kecskés Karina, Horváth Lili, Almási Sándor, Samu Nagy Ádám. 
1998-ban végzett a Színház- és Filmművészeti Főiskolán. Tanárai: Zsámbéki Gábor, Gálffi László, Iglódi István, Molnár Piroska, Ascher Tamás, Székely Gábor voltak. A Budapesti Katona József Színházban végezte főiskolai gyakorlatát, amelynek azóta is tagja.
Pályafutásának egyik legjelentősebb szerepe: Masni, Egressy Zoltán Portugál című darabjában. Az előadást 1998 és 2018 között, 20 éven át játszották a Katona József Színházban, 423 alkalommal került színre, ezzel a színház eddig legtöbbet játszott darabja. A szerepet eljátszhatta a darab filmváltozatában is. Hasonlóan "kettőzött" a Koccanás című drámával is. Első rendezői megbízatását 2004-ben a Kolibri Színházban kapta. Később rendezhetett az anyaszínházában és rendszeresen foglalkoztatják más teátrumokban azóta is.
2011-től tanársegéd a Színház és Filmművészeti Egyetemen Bagossy László és Rába Roland mellett. Az osztály 2016-ban diplomázott. 2016 őszétől Rába Rolanddal új osztályt indítottak. 2020-ban távozott az intézményből.
Ismert fotós, 2007-ben Part címmel önálló kiállítása volt a K.A.S. Galériában.

## Szerepeiből

### Színház
A "Katonában"
- Tadeusz Słobodzianek: A mi osztályunk (Zocha)
- Egressy Zoltán: Portugál (Masni)
- Spiró György: Koccanás (Kismama 1)
- Srbljanovic: Sáskák (Nadezda)
- Leonyid Andrejev: Kutyakeringő (Boldog Zsenya)
- Calderón: Az élet álom (Estrella)
- Vvegyenszkij: Ivanovék karácsonya
- Vinnai András: Vakond (Dr Brown)
- Forgách András: A kulcs (Barátnő)
- Hamvai Kornél: Hóhérok hava
- Kukorelly Endre: Élnek még ezek? (Nyuszi)
- Weöres Sándor: Szent György és a Sárkány (Barbara)
- Örkény István: Kulcskeresők (Katinka)

- Arthur Schnitzler: Távoli vidék (Erna von Wahl)
- Brecht: Puntila úr és szolgája, (Matti - Éva)
- Congreve: Így él a világ (Ingo)
- Thomas Bernhard: A színházcsináló (Sarah)
- Garcia Lorca: Bernarda Alba háza (Martirio)

Korábban illetve vendégként
- Vörösmarty Mihály: Csongor és Tünde (Mirigy, Tünde, Éj) (Független Színpad)
- Georges Feydeau: Hagyjál békén! (Lucette) (Ódry Színpad)
- Oscar Wilde: Bunbury (Gwendolen) (József Attila Színház)
- Egressy Zoltán: 4x100 (Merlin Színház
- Molnár Ferenc: Liliom (Marika) (Új Színház)

### Film
- Becsúszó szerelem (2021)
- Felkészülés meghatározatlan ideig tartó együttlétre (2020)
- Víkend (2015)
- Koccanás (2009)
- Euripidész: Médeia (2008)
- Fordítva (2008)
- S.O.S. szerelem! (2007)
- A harmadik fiú (2006)
- "4x100" (2006)
- Csak szex és más semmi (2005)
- Portugál (1999)

### Tévéjáték
- Öld meg a másik kettőt!
- Látogató a végtelenből
- Részlet
- Régimódi történet
- A harmadik fiú
- Egynyári kaland[7]
- Alvilág
- A Király

### Rádió
- Egressy Zoltán: Reviczky (Jane)
- Bodor Ádám: Daniel Vangyeluk érkezése (Klara Burszen)

## Rendezései
- Budapesti Katona József Színház
  - Bikinivonal. Összeállítás Tóth Krisztina verseiből
  - Rendhagyó záróra
  - Musik, Musikk, Musique (cirkusz és dalok)
- Orlai Produkció
  - Római vakáció
  - Bagoly és Cica
  - Mindent Éváról
  - Egy fenékkel két lovat (Richard Bean)
- Örkény István Színház
  - Parti Nagy Lajos: Ibusár
- Kolibri Színház 2004
  - Egressy Zoltán: Fafeye, a tenger ész
- Pesti Magyar Színház
  - Neil Simon - Cy Coleman - Dorothy Fields: Sweet Charity (musical)

Vaskakas Bábszínház
- - Parti Nagy Lajos: Pecsenyehattyú és más mesék
  - Leányálom Kft.
- Szombathelyi Kamaraszínház
  - Mrożek: Mulatság
- TÁP Színház
  - „Add ide a rudadat, Dodó”
  - Kurátorok

- Továbbá
  - Én egy szemüveges kisfiú vagyok (Művészetek Völgye - dokuszínház )
  - Kicsi nyuszi hopp hopp (dokuszínház)
  - Buñuel: Az öldöklő angyal (Petőfi Irodalmi Múzeum);
  - Szeret…lek: Hoppart (dokuszínház)

## Hangoskönyv, Rádiós rendezések
- Kiss Ottó: Csillagszedő Márió – Emese almája (Partnere: Gyuriska János)
- Tóth Krisztina: Vonalkód
- Amália- (Gimesi Dóra) Magyar rádió
- Farkas kontra Piroska (Tasnádi István)
- Margó FM Hallgass olvasó sorozatban
- Hamvas Béla: A halhatatlanság tüzében
- Lovas Ildikó: Spanyol menyasszony (2013)

## Hang és kép
- Portugál: Filmrészlet
- De durva! A Pszichoszínház előadása
- Portrék és előadás fotók

## Díjak, elismerések
- Legjobb női alakítás díja a főiskolán (1997)
- Vastaps-díj:
  - A legjobb női epizódszereplő: (2000)
  - Különdíj: Színházcsináló (2001)
  - A legjobb női mellékszereplő (2003)
  - A legjobb rendezés: Bikinivonal (2005)
  - A legjobb női főszereplő: Sáskák (2008)
  - A legjobb női főszereplő: Moszkva-Peking Transzszimfónia (2022)[8]
- Jászai Mari-díj (2017)